# Guy Quaden
 (décembre 2014).
Le baron Guy Quaden, né à Liège le 5 août 1945, est un économiste belge. Il est gouverneur de la Banque nationale de Belgique et membre du Conseil des Gouverneurs de la Banque centrale européenne du 1er mars 1999 au 31 mars 2011,. Il est également président de la Fondation Roi Baudouin de 2003 à 2008. Il est, depuis février 2012, administrateur de la banque Belfius, dont il a été président intérimaire du conseil d'administration de septembre à décembre 2013.

## Biographie
Né le 5 août 1945 à Liège, en Belgique, Guy Quaden, est orphelin depuis l'adolescence[réf. nécessaire]. Il obtient une licence en sciences économiques de l'Université de Liège en 1967. En 1972, il gradue en sciences économiques et sociales de l'Université de la Sorbonne à Paris, France. Il obtient un PhD en économie à l'Université de Liège en février 1973.
Il est marié et a 2 enfants.

## Activités
Sa carrière commence en tant qu'assistant à l'Université de Liège, en 1968, avant d'y être professeur en 1977, puis doyen de la Faculté d'économie, de gestion et de sciences sociales de 1987 à 1988,. Il est ensuite Professeur extraordinaire de 1988 à 2010. Il prend sa retraite depuis 2011. L'ULg lui accorde le titre de professeur extraordinaire émérite.
De 1988 à 1999, il est directeur à la Banque nationale de Belgique et il est gouverneur de cette institution de 1999 à 2011. Il est étiqueté PS. En tant que gouverneur de la Banque nationale, il est notamment membre des Conseils des Gouverneurs de la Banque centrale européenne, du Fonds monétaire international et de la Banque mondiale. Luc Coene lui succède comme gouverneur de la Banque nationale, le 1er avril 2011.
Depuis février 2012, Guy Quaden est administrateur de la banque Belfius, dont il a assumé la présidence ad interim du conseil d'administration, du 4 septembre 2013 au 31 décembre 2013.
Il préside également la Fondation Mons 2015, qui constitue le conseil d'administration de l'organisation des événements liés la capitale européenne de la culture en 2015.

## Fonctions

### Fonctions nationales
- Président du Comité des risques et établissements financiers systémiques,
- Président de l'Association professionnelle des institutions publiques de crédit,
- Vice-Président du Conseil supérieur des Finances,
- Membre du Bureau du Conseil supérieur des Finances,
- Président du Comité d'étude sur le vieillissement (Conseil supérieur des Finances),
- Membre du Conseil d'administration de l'Institut des comptes nationaux,
- Membre de la Commission administrative et Président de la Sous-commission financière permanente du Carnegie Hero Fund.

### Fonctions dans le domaine scientifique
- Membre du Conseil d'administration du Fonds national de la recherche scientifique et de la Fondation Francqui
- Membre de l'Académie royale des Sciences, des Lettres et des Beaux-Arts de Belgique

### Fonctions académiques
- Assistant à l'Université de Liège, service de science économique (1968-1973)
- Élève stagiaire puis titulaire à l'École pratique des hautes études, Paris (1969-1971)
- Premier Assistant à l'Université de Liège (1974-1976)
- Chargé de cours à l'Université de Liège (1977-1988)
- Professeur extraordinaire à l'Université de Liège (1988-2011)
- Doyen de la Faculté d'économie, de gestion et de sciences sociales à l'Université de Liège (1987-1988)

### Fonctions extra-académiques
- Président du Comité international de recherches et d’information sur l’économie collective (1977-1990)
- Président du Conseil central de l'économie (1984-1988)
- Directeur de la Banque nationale de Belgique (1988-1999)
- Président de la Caisse d’intervention des sociétés de bourse (1991-1996)
- Commissaire général à l'euro du gouvernement belge (1996-1999)

## Distinctions
- Guy Quaden a bénéficié d'une concession de noblesse héréditaire et du titre personnel de baron par le roi Albert II en 2008[1].

- Grand-officier de l'Ordre de Léopold et de l'Ordre de Léopold II[1]
- Commandeur de la Légion d'honneur de la part de Jacques Chirac[1],[2]
- Citoyen d'honneur de Liège (2012)[17]